# Jackson Collins
Jackson Collins (* 5. November 1998 in Brisbane) ist ein australischer Kanute.

## Karriere
Jackson Collins wurde bei den Weltmeisterschaften 2022 in Dartmouth mit Alyssa Bull im Mixedrennen im Zweier-Kajak über 500 Meter Weltmeister. Ein Jahr darauf gelang ihnen bei den Weltmeisterschaften in Duisburg mit dem zweiten Platz erneut eine Podestplatzierung. Lediglich Lena Röhlings und Jacob Schopf aus Deutschland waren schneller als Collins und Bull gewesen.
Ab 2023 bildete Collins mit Riley Fitzsimmons, Noah Havard und Pierre van der Westhuyzen eine Mannschaft im Vierer-Kajak und gewann sogleich mit ihnen beim Weltcup in Posen die Silbermedaille auf der 500-Meter-Strecke. Einen weiteren Medaillengewinn verpassten sie als Vierte der Weltmeisterschaften 2023 in Duisburg nur knapp, sicherten sich mit dem Resultat aber einen Quotenplatz für die Olympischen Spiele in Paris. Bei den Spielen selbst trat der australische Vierer-Kajak in unveränderter Besetzung auf der 500-Meter-Distanz an. Nach Rang drei im Vorlauf und Siegen im Viertel- und Halbfinale erreichten die Australier den Finallauf, den sie in 1:19,84 min knapp im Fotofinish hinter Deutschland, dessen Kajak nach 1:19,80 min die Ziellinie überquerte, und vor den mit 1:20,05 min drittplatzierten Spaniern auf Rang zwei beendeten. Damit erhielten Collins, Fitzsimmons, Havard und Van der Westhuyzen die Silbermedaille.
Collins hat einen Bachelorabschluss von der Griffith University in Wirtschaftswissenschaften. Er ist der Sohn von Daniel Collins, der ebenfalls als Kanute olympische Medaillen und Weltmeistertitel gewann.